# Hercules (Califórnia)
Hercules é uma cidade localizada no estado americano da Califórnia, no Condado de Contra Costa. Foi incorporada em 15 de dezembro de 1900.

## Geografia
De acordo com o United States Census Bureau, a cidade tem uma área de 47,1 km², onde 16,1 km² estão cobertos por terra e 31 km² por água.

### Localidades na vizinhança
O diagrama seguinte representa as localidades num raio de 8 km ao redor de Hercules.

## Demografia

### Censo 2010
Segundo o censo nacional de 2010, a sua população é de 24 060 habitantes e sua densidade populacional é de 1 495,91 hab/km². Possui 8 553 residências, que resulta em uma densidade de 531,78 residências/km².

### Censo 2000
De acordo com o censo nacional de 2000, a densidade populacional era de 1161,2/km² (3008,2/mi²) entre os 19.488 habitantes, distribuídos da seguinte forma:
- 27,98% caucasianos
- 18,78% afro-americanos
- 0,25% nativo americanos
- 42,73% asiáticos
- 0,46% nativos de ilhas do Pacífico
- 4,47% outros
- 5,33% mestiços
- 10,81% latinos

Existiam 4997 famílias na cidade, e a quantidade média de pessoas por residência era de 3,03 pessoas.

## Marco histórico
Hercules possui apenas uma entrada no Registro Nacional de Lugares Históricos, a Hercules Village.